# Channa micropeltes
El pez cabeza de serpiente gigante (Channa micropeltes) es el mayor de la familia Channidae, capaz de crecer por encima del metro treinta de longitud y un peso superior a los 20 kilogramos. Lo más relevante de la especie es que puede respirar aire y mantenerse fuera del agua por 3 días. Su carne es muy rica y se dice que es nutritiva. Está ampliamente distribuido por las aguas dulces del sudeste asiático y algunas regiones de la India. Conocido en Indonesia y Malasia como Ikan toman, donde Ikan es pez en ambos idiomas. En Tailandia es conocido como Pla Chado.
En España es una especie invasora incluida en el Anexo del Real Decreto 630/2013, de 2 de agosto, por el que se regula el listado y catálogo español de especies exóticas invasoras.

## Biología
Los juveniles son rojos con rayas laterales naranjas y negras que aparecen después de los dos meses de vida. Los adultos pierden las rayas y el color rojo, y a cambio desarrollan un patrón negro azulado y blanco en la parte superior de su cuerpo. En algunos países los juveniles se venden en acuarios, donde se los denomina cabeza de serpientes rojos.
Es un depredador de amplio espectro situado en la cima de la cadena trófica, por lo que se alimenta de peces, tales como tilapias, carpas y bagres, anfibios, mamíferos hasta del tamaño de un gato salvaje e incluso aves acuáticas del tamaño de un cormorán o un pato. Se le considera especie gregaria, con los juveniles siguiendo muy de cerca a su progenitora.
Es capaz de respirar y por tanto de moverse por tierra, aunque solo en zonas encharcadas con limo.

## Peligro para los humanos
El pez cabeza de serpiente gigante no es tan peligroso, pero durante la época de apareamiento se vuelven especialmente agresivos al proteger a las crías. En un caso investigado por el pescador Jeremy Wade en Tailandia, un pescador estaba cazando peces cabeza de serpiente gigante, pero cuando disparó su arpón y golpeó al pez no lo mató, y en cambio el pez nadó y el otro extremo del arpón golpeo la máscara de bucear del pescador y la atravesó, apuñalando la cara del hombre. Como los peces cabeza de serpiente solo nadan hacia adelante, el pez siguió nadando y en consecuencia el arpón terminó por atravesar la cabeza del pescador y acabó matándolo.